# Bezirk Ferizaj
| Rajoni i Ferizajit (albanisch) Uroševački okrug/Урошевачки округ (serbisch) | Rajoni i Ferizajit (albanisch) Uroševački okrug/Урошевачки округ (serbisch) |
| Lage des Bezirks im Kosovo (anklickbare Karte)                              | Lage des Bezirks im Kosovo (anklickbare Karte)                              |
| --------------------------------------------------------------------------- | --------------------------------------------------------------------------- |
| Lage im Kosovo                                                              |                                                                             |
| Staat                                                                       | Kosovo                                                                      |
| Einwohner                                                                   | 185.695                                                                     |
| Bevölkerungsdichte                                                          | 180 km²                                                                     |
| Bezirkshauptstadt                                                           | Ferizaj                                                                     |
| Gemeinden                                                                   | 5                                                                           |
| Dörfer:                                                                     | 126                                                                         |
| Kfz-Kennzeichen                                                             | 05                                                                          |

Der Bezirk Ferizaj (albanisch Rajoni i Ferizajit, serbisch Урошевачки округ Uroševački okrug) ist einer der sieben kosovarischen Bezirke und liegt im Süden des Kosovo.
Am 17. Februar 2008 hat das Parlament des Kosovo die Unabhängigkeit von Serbien erklärt. Seitdem ist der Status international umstritten.
Für den Bezirk Ferizaj gilt die 05 als kosovarisches Kennzeichen. Der Sitz des Bezirkes ist Ferizaj.

## Gemeinden
Die Gemeinde Ferizaj beinhaltet fünf Gemeinden und 126 Dörfer.
| Gemeinde       | Verwaltungssitz | Bevölkerung (2011) | Fläche (km²) | Bevölkerungsdichte (km²) | Dörfer |
| -------------- | --------------- | ------------------ | ------------ | ------------------------ | ------ |
| Ferizaj        | Ferizaj         | 108.690            | 345          | 315                      | 45     |
| Kaçanik        | Kaçanik         | 33.454             | 221          | 151.4                    | 31     |
| Shtime         | Shtime          | 27.324             | 134          | 203.9                    | 23     |
| Han i Elezit   | Han i Elezit    | 9.389              | 83           | 113.1                    | 11     |
| Štrpce         | Štrpce          | 6.949              | 247          | 28.1                     | 16     |
| Bezirk Ferizaj |                 | 185.806            | 1.030        | 180.4                    | 126    |

### Ethnische Gruppen
Die Tabelle gibt die Anzahl der ethnischen Bewohner aus dem Jahr 2011 an.